# Есмералда (броненосен крайцер)
Вижте пояснителната страница за други значения на Есмералда.
Есмералда (на испански: Esmeralda) e броненосен крайцер на чилийския флот от края на XIX век. Построен е във Великобритания в единствен екземпляр. Принадлежи към т.нар. „крайцери от Елсуик“, строени за експорт от британската компания Sir W.G. Armstrong & Company. Името си получава в наследство от бронепалубния крайцер „Есмералда“.

## Проектиране и строеж
Чили, които в края на XIX век са в конфликт с Аржентина активно се готвят за възможна война с нея. След като Аржентина купува няколко крайцера от проекта „Джузепе Гарибалди“, чилийското военноморско командване поръчва на „Армстронг“ броненосен крайцер, който е способен да им се противопостави успешно, а при необходимост и да им избяга. Проектът следва да е и достатъчно изгоден като цена. Новата „Есмералда“, както и нейният предшественик, продаден на Япония и вече наричащ се „Изумо“, слиза на вода на 13 април 1896 г. Крайцерът има гладкопалубна конструкция и е обшит в подводната си част с дърво и мед. Зад броневия пояс, на бронираната палуба, са разположени въглищните бункери.

## Конструкция
„Есмералда“ е проектирана от сър Филип Уотс и е развитие на концепцията за бронепалубните крайцери на фирмата „Армстронг“, чиито отличителни черти са мощното въоръжение и високата скорост, съчетани в сравнително неголяма водоизместимост.

### Въоръжение
Въоръжението му се състои от две 8" (203-мм) оръдия с броневи щитове с дебелина 114 мм, поставени на бака и юта (със сектори на обстрел по 270°), и шестнадесет 6" (152-мм) оръдия, разполагащи се по бордовете на горната палуба и на надстройката. Артилерийското въоръжение се допълва от три торпедни апарата.

### Брониране
Карапасната (черупковидна) бронирана палуба, с дебелина в средната част от 38 мм и 51 мм по краищата, се простира по цялата дължина на кораба.
Броневият пояс на „Есмералда“ е дълъг 100 m и висок 2,1 m. Поради значителното претоварване, което е допуснато при строежа, нещо характерно за онези години, поясът се показва над водолинията едва на 0,6 m, а при пълно натоварване на кораба е изцяло под вода. Това дава повод на Уилям Уайт (по това време главен проектант на Кралския военноморски флот на Великобритания) да нарече бронепояса на „Есмералда“ „фиктивен“.